# Scopula subimbella
Scopula subimbella är en fjärilsart som beskrevs av Inoue 1958. Scopula subimbella ingår i släktet Scopula och familjen mätare. Inga underarter finns listade.